# Nnamdi Azikiwe
Benjamin Nnamdi Azikiwe (Zungeru, 16 de novembro de 1904 – Enugu, 11 de maio de 1996), mais conhecido como Nnamdi Azikiwe, foi uma das figuras mais importantes da política moderna nigeriana, tendo servido inicialmente como primeiro-ministro da Região Oeste, depois como presidente da Assembleia Nacional da Nigéria e, por fim, como o 1.º presidente da Nigéria, tendo ocupado o cargo durante todo o período em que vigorou a chamada Primeira República. Seu título tradicional era Owelie de Onitsa.

## Biografia
Nasceu em Zungeru, atualmente localizada no Níger, filho da pais da etnia Ibo. Passou a maior parte de sua juventude em Lagos, mas, buscando sucesso, mudou-se para os Estados Unidos. Voltou à África em 1934, após ter concluído o mestrado em Ciência Política e Antropologia na Universidade Lincoln da Pensilvânia.

## Carreira política
Ele tornou-se editor-chefe do jornal African Morning Post, da Costa do Ouro, em 1937, mas, neste mesmo ano, foi forçado a mudar-se para a Nigéria, onde fundou o jornal West African Pilot.
Em sua carreira política, que durou cerca de sessenta anos, ele assumiu muitas funções importantes. Quando a Nigéria tornou-se independente, em 1.º de outubro de 1960, ele tornou-se o 1.º presidente da Nigéria e também comandante em chefe das Forças Armadas da Nigéria. Foi deposto por militares no golpe de Estado de 1966 e seu partido, o Conselho Nacional de Nigéria e Camarões (NCNC), foi dissolvido.
Voltou à política em 1979, estando agora filiado ao Partido do Povo Nigeriano (NPP), pelo qual disputou as eleições presidenciais de 1979 e 1983, tendo terminado ambos os pleitos na 3.ª colocação.